# Jean Bertho
Jean René Albert Berthollier (Pont-à-Mousson, 23 de enero de 1928-4 de enero de 2023), conocido artísticamente como Jean Bertho, fue un actor y director de cine francés. Saltó a la popularidad debido a su participación en el programa de televisión Les Jeux de 20 heures, así como el espectáculo de Jean Amadou, C'est pas sérieux.

## Biografía
Berthollier nació en Pont-à-Mousson el 23 de enero de 1928. Estudió en el Conservatoire d'art dramatique de Nancy y más tarde fue instruido por Charles Dullin junto a Jean Rochefort y Jean-Pierre Marielle. De 1949 a 1959, fue actor y apareció en cerca de treinta películas, programas de televisión y obras de teatro.
En 1961, Berthollier comenzó a trabajar como colaborador del programa de noticias de televisión Cinq colonnes à la une, produciendo varios reportajes sobre el sudeste asiático. En 1965, comenzó a presentar otros programas de noticias de televisión, como Lectures pour tous y En votre ame et conscience. De 1974 a 1982, presentó C'est pas sérieux. Luego produjo y presentó Télé à la Une en TF1 y Les Choses du lundi de 1984 a 1985.
En sus últimos años, Berthollier participó regularmente en el espectáculo Les Jeux de 20 heures. Tras la privatización de TF1 en 1987, produjo y dirigió Les Choses du lundi para Antena 2. En 1990, comenzó a centrarse en la escritura, escribiendo una biografía de Yvan Goll en la revista Europa.
Jean Bertho murió el 4 de enero de 2023 a la edad de 94 años.

## Filmografía

### Actor
- La Marie du port (1950)
- La caméra explore le temps (1958)
- The Doctor's Horrible Experiment (1959)
- L'inspecteur Leclerc enquete (1962)

### Director
- Dim Dam Dom (1965)
- En votre âme et conscience (1966-1968)
- Sérieux s'abstenir (1969)

### Subdirector
- Iremos a Deauville (1962)